# Ezra Taft Benson
Pour les articles homonymes, voir Benson.
Ezra Taft Benson, né le 4 août 1899 à Whitney (en) (Idaho) et mort le 30 mai 1994 à Salt Lake City (Utah), est un dirigeant religieux et un homme politique américain. Membre du Parti républicain, il est secrétaire à l'Agriculture entre 1953 et 1961 dans l'administration du président Dwight D. Eisenhower puis président de l'Église de Jésus-Christ des saints des derniers jours entre 1985 et 1994.

## Enfance et jeunesse
Ezra Taft Benson naît le 4 août 1899, à Whitney dans l'Idaho. Il est l’aîné de onze enfants. Quand il est encore très jeune, son père est appelé à partir en mission pour l'Église. La famille travaille pour tenir la ferme pendant son absence. Plus tard, les onze enfants remplissent chacun une mission à plein temps.

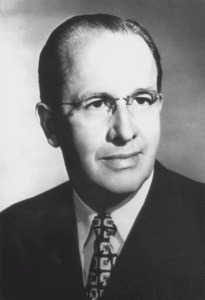
Photographie de Benson alors secrétaire à l'Agriculture.

En 1918, vers la fin de la Première Guerre mondiale, Ezra Taft Benson s’enrôle dans l'armée. Puis il se spécialise en agriculture et fait des études à l'université d'État de l'Utah. En 1921, il remplit une mission en Angleterre pour l'Église. Après sa mission, il poursuit ses études à l'université Brigham Young.
Le 10 septembre 1926, Ezra Taft Benson épouse Flore Smith Amussen, qui a rempli une mission à Hawaï. Ils auront six enfants.

## Cursus dans l'Église de Jésus-Christ des saints des derniers jours
- En 1921, il est appelé à remplir une mission en Angleterre
- En 1938, il est appelé à servir en tant que président de pieu
- De 1943 à 1973, il est membre du Collège des douze apôtres
- De 1973 à 1985, il est président du Collège des Douze
- De 1985 à 1994, il est président de l'Église

En 1945, E. T. Benson est appelé à diriger la mission européenne et à aider les gens qui font face aux difficultés de l'après-guerre. En dix mois, il fait délivrer 92 wagons de nourriture, de vêtements, de literie et d'articles médicaux. Il travaille également à la réouverture des missions de l'Église en Europe.

## Président de l’Église
En 1973, Ezra T. Benson succède à Spencer W. Kimball en tant que Président du Collège des douze apôtres, et en 1985 en tant que président de l'Église. Au cours de ses premières années comme président de l'Église, il met un nouvel accent sur la distribution et la lecture du Livre de Mormon, réaffirmant son importance en tant que « clé de voûte de la religion des saints des derniers jours » et sur le renforcement de la cellule familiale et de l'œuvre missionnaire.
Il est également connu pour son discours de conférence générale condamnant l'orgueil.

## Responsabilités civiles
- En 1929, il est nommé agent agricole de la Franklin County
- En 1930, il est nommé secrétaire exécutif du Conseil coopératif de l'Idaho
- En 1936, il part étudier à l'université de Californie à Berkeley
- En 1939, il est nommé secrétaire de direction du Conseil national des coopératives des agriculteurs dans les quartiers généraux de Washington, D.C.

## Responsabilités civiques
- De 1953 à 1961, pendant les deux mandats du président Dwight David Eisenhower, il est secrétaire à l'Agriculture des États-Unis.

## Carrière politique
En 1953, Ezra T. Benson est nommé au département de l'Agriculture des États-Unis par le président Dwight David Eisenhower. Ezra T.Benson accepte cette position avec la permission du président de l'Église David O. McKay et il sert simultanément au gouvernement des États-Unis et dans le collège des Douze Apôtres de l'Église de Jésus-Christ des saints des derniers jours.
Ezra T. Benson s'oppose au système gouvernemental du soutien des prix et des aides aux agriculteurs dont il est chargé de s'occuper par l'administration Eisenhower, en faisant valoir qu'il s'agit d'un inacceptable socialisme. Néanmoins, il reste à son poste au gouvernement pendant les huit années de la présidence Eisenhower. Il est choisi comme l'administrateur désigné de la Emergency Food Agency (agence alimentaire d'urgence), une partie d'un groupe secret, connu plus tard sous le nom de Eisenhower Ten (en). Les Eisenhower Ten ou E-10 sont alors un groupe de citoyens américains secrètement chargés par le président Eisenhower en 1958 de servir à titre d'administrateur en cas d'urgence nationale.

## Scoutisme
Ezra T. Benson est tout au long de sa vie un fervent défenseur du scoutisme. Il commence en 1918 comme assistant chef scout. Le 23 mai 1949, il est élu membre du Bureau exécutif national des Boy Scouts of America. Il reçoit les trois récompenses nationales les plus élevées du Scoutisme : le Castor d'Argent, l'Antilope d'Argent, et le Bison d'Argent ainsi que la récompense internationale du Scoutisme, le Loup de Bronze.

## Citations
- Nous avons la responsabilité sacrée d’accomplir la triple mission de l’Église : prêcher l'Évangile au monde entier, fortifier les membres de l'Église où qu'ils soient, et accomplir les ordonnances du salut pour les morts (« A Sacred Responsibility », Ensign, mai 1986)
- L’orgueil est un péché qui se remarque facilement chez les autres, mais dont on admet rarement être affligé soi-même. La plupart des gens considèrent que l’orgueil est un péché qui n'affecte que les gens d'un rang élevé, les gens riches et les gens instruits par exemple, qui méprisent les autres. Mais il existe une maladie beaucoup plus répandue parmi nous : l’orgueil des petites gens qui voudraient occuper un rang élevé. Cela se manifeste de bien des façons : critiques, commérages, plaintes, dépenses excessives, envie, convoitise, refus d'exprimer de la reconnaissance ou des compliments qui pourraient édifier les autres, refus de pardonner et jalousie (« Prenez garde à l'orgueil », L'Étoile, juillet 1989, p. 4)
- L'Église soutiendra toujours tout ce qui est honnête, fidèle, chaste, bienveillant, vertueux, vrai et digne d'éloges. Une telle affirmation de droiture constitue un refus contre tout mal et contre toutes fausses philosophies. La Première Présidence et le Collège des douze apôtres n’oublient pas les fausses philosophies et les méchancetés et ils continueront à avertir le monde et les saints comme le Seigneur l'ordonne (« May the Kingdom of God Go Forth », Ensign, mai 1978)

## Publications
- (en) Ezra Taft Benson, Come, Listen to a Prophet's Voice, Salt Lake City, Deseret Book Company, 1990, 86 p. (ISBN 978-0-87579-351-1, OCLC 21720688, LCCN 89082729)
- (en) —, Come Unto Christ, Salt Lake City, Deseret Book Company, 1983, 133 p. (ISBN 978-0-87747-997-0, OCLC 10193879, LCCN 84110566)
- (en) —, The Constitution : A Heavenly Banner, Salt Lake City, Deseret Book Company, 1986 (ISBN 978-0-87579-216-3, OCLC 367273682)
- (en) —, Cross Fire : The Eight Years With Eisenhower, Westport, Doubleday, 1976 (ISBN 978-0-8371-8422-7, OCLC 2136439, LCCN 75025484)
- (en) —, Elect Women of God, Salt Lake City, Bookcraft, 1992, poche (ISBN 978-0-88494-838-4, OCLC 31617354)
- (en) —, An Enemy Hath Done This, Salt Lake City, Bookcraft, 1969, 15e éd. (ISBN 978-0-88494-184-2, OCLC 632441372)
- (en) —, God, Family, Country : Our Three Great Loyalties, Deseret Book Company, 1974
- (en) —, A Labor of Love : The 1946 European Mission of Ezra Taft Benson, Salt Lake City, Deseret Book Company, 1989, 263 p. (ISBN 978-0-87579-275-0, OCLC 21008567, LCCN 89085935)
- (en) —, Missionaries to Match Our Message, Salt Lake City, Bookcraft, 1990 (ISBN 978-0-88494-779-0, OCLC 24009266, LCCN 90085127)
- (en) — (éditeur), So Shall Ye Reap : Selected Addresses of Ezra Taft Benson, Deseret Book Company, 1960
- (en) —, The Teachings of Ezra Taft Benson, Salt Lake City, Bookcraft, 1988 (ISBN 978-0-88494-639-7, OCLC 19389102, LCCN 88072239)
- (en) —, This Nation Shall Endure, Salt Lake City, Deseret Book Company, 1977 (ISBN 978-0-87747-658-0, OCLC 3168515, LCCN 77021466)
- (en) —, The Red Carpet, Bookcraft, 1962
- (en) —, Sermons and Writings of President Ezra Taft Benson, The Church of Jesus Christ of Latter-day Saints, 2003
- — (compiled by Mark A. Benson), Title of Liberty, Deseret Book Company, 1964
- (en) —, A Witness and a Warning : A Modern-Day Prophet Testifies of the Book of Mormon, Salt Lake City, Deseret Book Company, 1988 (ISBN 978-0-87579-153-1, OCLC 17949144, LCCN 88070533)